# Draba pamplonensis
Draba pamplonensis är en korsblommig växtart som beskrevs av Jules Émile Planchon och Jean Jules Linden. Draba pamplonensis ingår i släktet drabor, och familjen korsblommiga växter. Inga underarter finns listade i Catalogue of Life.